# 社会的所有
社会的所有（しゃかいてきしょゆう、英語: social ownership）とは、社会による財産等の所有のこと。対比概念は私有財産制。特に社会主義の用語では、生産手段の所有形態を指し、国有の他に各種の所有形態が含まれる。

## 概要
社会的所有には、公的(国家)所有、労働者（従業員）所有、協業的所有、平等な市民所有などや、共通的所有、集産的所有などが含まれる 。
カール・マルクスの唯物史観では、ブルジョワ的生産様式（資本主義）は必然的に共産主義社会に移行し、生産手段は私的所有から社会的所有に移行するとした。
ソビエト連邦では、社会的所有はソビエト連邦の憲法にも明記され、大規模農業集約では国有のソフホーズや公有（協同組合）のコルホーズなどが設置された。また中華人民共和国では農村に集団所有制の人民公社が組織され、中国における共産主義の基層単位とされた。